# ホアン・スアン・ハン
ホアン・スアン・ハン （Hoàng Xuân Hãn / 黄春瀚、1908年–1996年）はベトナムの数学者、エンジニア、歴史・文化の研究家。ベトナムで最初の中等教育課程を編成した。

## 経歴
1906年にラソン県（羅山県）イエンホー社（現在のハティン省ドゥクトー県イエンホー社）に生まれる。幼いときから家で漢文とクオックグーとを学ぶ。
1926年に中卒資格（Thành Chung）を得てハノイのブオイ高校（現・チュー・ヴァン・アン高校）に進んだ。1年後にアルベール・サロー高校の数学科に移る。1928年、秀才試（高卒資格試験）に満点で合格し、仏印政府の奨学金を得てフランスに渡り、大学入試のために予備校に通う。
1930年、高等師範学校とエコール・ポリテクニークに合格し、後者に入学した。この頃、『科学叢書』の編纂を開始する。1932-34年、国立土木学校に学ぶ。
1934年、ベトナムに帰国するが、4ヶ月で再び渡仏。フランス行きの船上で薬学を学ぶためにフランスに渡るグエン・ティ・ビン（Nguyễn Thị Bính）と出会い、2年後に結婚。ビンはのちに薬剤師になる。1935年に学士号を取得、1936年にソルボンヌ大学で数学の修士号を取得した。
1936年にベトナムに戻りブオイ高校にて数学を教える。この間に『科学叢書』を完成させる。1939年から44年まで、戦争のためブオイ高校がタインホアに疎開する。そこで羅山夫子や光中帝に関する史料、李常傑の事績を記した碑文に出会う。1943年、科学大学がハノイに設立されたのにともない、そこで古典力学を教える。
1945年4月、バオダイ帝に招かれてフエに行き、（仏印処理にともなって成立した）独立政府について意見を求められる。4月17日、チャン・チョン・キム内閣の教育・技術大臣に就任。4月20日から6月20日まで、クオックグー版の教育課程を作り、各種学校に頒布した。ベトナム語による授業や秀才試を実施し、公文書でベトナム語を使用した。しかし、チャン・チョン・キム内閣は4ヶ月しか持たなかった。
チャン・チョン・キム内閣の崩壊後、教育とベトナム語の数学書の執筆を行うかたわら、古書や反古紙としてハノイの路上で売られていた古文献の保護に努めた。この年、金雲翹の研究を開始する。
1946年4月16日から5月12日まで、ダラット会議に参加。
1951年にパリに渡り、以後は終生ここに滞在する。1951-54年の間、フランス国立図書館、イタリアのイエズス会図書館、バチカン図書館に所蔵されるベトナム関係書の書目作成に協力した。引き続き研究を続け、『史地』（Sử Địa、発行：サイゴン、1966-1974年）、『社会科学集刊』（ Tập san Khoa học - Xã hội、発刊：パリ、1976-87）、『団結』（Đoàn Kết、発刊:パリ、1976-81）、『演壇』（Diễn Đàn、発刊：パリ、1991-94）といった雑誌に寄稿した。
1954年、ジュネーブ会議に赴き、南北両政府が共同することで国土の統一を実現するという和平案を望んだ。
1992年7月21日、甘泉教育文化会（Hội Văn hóa Giáo dục Cam Tuyền）を設立して主席となった。この会はフランス及び西洋各国における教育と文化の保護と発展、とりわけ古いベトナムの文化の保存を目的としている。このほか、50年以上に及ぶ「断腸新聲」研究の成果を『金雲翹の研究』（Nghiên cứu về Kiều）の名で完成させた。
1996年3月10日7時45分、パリのオルセー病院にて死去。3月14日に火葬され、レ・ジュリスのL'Orme des Moineaux墓地に埋葬された。
ベトナム政府は彼の歴史学・暦法研究（1.『李常傑』、2、『羅山夫子』、3.『暦とベトナム暦』）に対してホーチミン賞を授与した。

## 主な著作
- Danh từ khoa học（科学叢書、1942年）
- Lý Thường Kiệt（李常傑、1949年）
- Một vài kí vãng về Hội nghị Đà Lạt（ダラット会議についてのいくつかの記録）
- Thiên Tình Sử Hồ Xuân Hương（胡春香の複雑な話）
- Thi văn Việt Nam（ベトナムの詩文）
- La Sơn Phu Tử（羅山夫子、1952年）
- Chinh Phụ Ngâm Bị Khảo（征婦吟備考、1953年）
- Nghiên cứu Kiều（金雲翹の研究）

このほか、多数の古文献研究・訳注がある：
- Đại Nam Quốc sử Diễn Ca (大南国史演歌、Lê Ngô Cát);
- Mai Đình Mộng ký (Nguyễn Huy Hổ);
- Văn tế Thập loại Chúng sinh Nguyễn Du ...